# Xã Logan, Quận Grant, Minnesota
Xã Logan (tiếng Anh: Logan Township) là một xã thuộc quận Grant, tiểu bang Minnesota, Hoa Kỳ. Năm 2010, dân số của xã này là 93 người.